# DB 245 sorozat
Nem összekeverendő a SACM DB V 45 (később DB 245) sorozatával!
A DB 245 sorozat egy német Bo'Bo' tengelyelrendezésű, dízelvillamos erőátvitelű dízelmozdonysorozat. 2012-től összesen 20 db-ot fog gyártani belőle a Bombardier Transportation a Deutsche Bahn részére. Az első mozdonyok várhatóan 2013-ban állnak forgalomba, leváltva a jelenlegi DB 218 sorozatot. A megrendelés teljes értéke 62 millió euró (mintegy 16,6 milliárd forint).

## Műszaki leírása
A mozdonyok a Bombardier TRAXX mozdonycsaládba tartozik, a TRAXX mozdonyok dízel változata. Érdekessége, hogy a korábbi dízelmozdonyokhoz képest nem egy, hanem 4 db, egyenként 540 kW teljesítményű dízelmotor kerül beépítésre. A motorok külön-külön be- és kikapcsolhatóak, így a teljesítményt a mindenkori igényekhez lehet igazítani. Ezáltal a fogyasztása is és a károsanyag-kibocsátása is kedvezőbb, mint a hasonló teljesítményű mozdonyoknak.

## Állomásítás
A mozdonyok előreláthatólag az alábbi fűtőházakhoz lesznek állomásítva:
- 245 001-007 > Kempten
- 245 008-015 > Mühldorf
- 245 016-020 > Frankfurt-Griesheim - EK